# Roskilde (roman)
Roskilde är den norska författaren Linn Strømsborgs debutroman, utgiven 2009. Boken utkom 2010 på svenska på förlaget Lindqvist Publishing. Boken, som följer några vänner som besöker Roskildefestivalen, utmärks inte minst av sina många intertextuella referenser.
I Sverige utgavs Roskilde efter novellen Øyafestivalen, trots att den senare egentligen är uppföljaren.

## Handling
| ”               | Bussen kör ut från parkeringsplatsen och vi har pussats och vi har sovit och vi har skrikit och vi har grälat och vi har älskat och vi har varit blöta och vi har varit svettiga och vi har varit trötta och vi har varit fulla och vi har varit arga och vi har varit överraskade och vi har varit överväldigade och vi har varit tuffa och vi har varit griniga och vi har varit skitiga och vi har varit hesa och vi har varit dumdristiga och vi har varit dyngraka och vi har varit glada och vi har inte varit fega. | „ |
| – Berättarjaget | |   |

Berättarjaget sammanfattar i stort sett hela boken. Vännerna i boken lever ett festivalliv efter konstens alla regler: de kommer till festivalen en vecka innan, de uthärdar leran och smutsen och de deltar i den årliga tältbränningen då campingområdet förvandlas till ett kaos.
Parallellt med festivallivet löper en kärlekshistoria. Det namn- och könslösa berättarjaget är om inte kär i så åtminstone attraherad av Jonas. Då berättarjaget fantiserar om honom redan på väg till festivalen kan läsaren dra slutsatsen att de två är bekanta sedan tidigare. Under festivalen gång kysser de varandra, men läsaren lämnas med ett öppet slut, där det inte explicit framkommer vad som händer med deras relation.

## Karaktärer (urval)
- Berättarjaget, bokens protagonist och tillika berättarröst, som förblir namnlös genom hela berättelsen. Läsaren får heller inte veta om det är en han eller hon. Har känslor för Jonas.
- Therese, kompis till berättarjaget.
- Mia, kompis till berättarjaget.
- Stian, kompis till berättarjaget.
- Sandra, kompis till berättarjaget.
- Jonas, kompis till berättarjaget och en tidigare kärlek. Benämns inte explicit Jonas i texten utan istället "du".
- Eirik, förvirrad festivalbesökare som lägger sig i berättarjagets tält. Känner Stian.

## Intertextuella referenser (urval)
- Banden Metallica, Coldplay, Gnarls Barkley, Motorpsycho, Madness, Kanye West, Kent, Sufjan Stevens, Tina Dickow, Arcade Fire, Kings of Leon, Veto, Håkan Hellström, Mew, Thomas Dybdahl, Radiohead, Postgirobygget, Espen Lind, CocoRosie, Robyn, Death Cab for Cutie, Duffy, MGMT, Thom Yorke, Band of Horses, The Shins, Basement Jaxx, Mogwai, Modest Mouse, José González, Pixies, Wu-Tang Clan, Sigur Ros, My Bloody Valentine, Duran Duran, Franz Ferdinand, Cat Power, Bob hund, Bonnie "Prince" Billy, Jay-Z, Travis, Raymond & Maria, Iron Maiden och Bob Dylan.
- Filmerna Eternal Sunshine of the Spotless Mind, I'm Not There och A Love Song for Bobby Long.
- Skådespelarna Jim Carrey, Kate Winslet, John Travolta och Scarlett Johansson.
- Festivalerna Øyafestivalen, Quartfestivalen och Roskildefestivalen.
- Eirik diskuterar serien Twin Peaks och karaktären Dale Cooper med berättarjaget.
- Berättarjaget köper Dan Turèlls Storby-trilogi i en bokhandel.
- Berättarjaget vill hitta en bokhandel med källaren full av Pettson och Findus-vykort.
- Therese lyssnar på skivan In Rainbows med Radiohead. Hon hoppas att de under kvällens konsert ska spela låtarna "Reckoner" och "15 Step". Berättarjaget vill höra "Pyramid Song".
- Berättarjaget läser Beatles av Lars Saabye Christensen.

## Mottagande
Roskilde mottogs mycket väl när den kom. Tidningen Kulturen skrev: "Hade boken enbart handlat om festivallivet. Ja, då hade jag köpt det. Men något hade saknats. Detsamma gäller kärleken i boken. Men nu bjuds vi som sagt på båda. Och det är bra. Men det blir riktigt bra först när vi också lägger märke till språket. Det är poetiskt, humoristiskt, och melankoliskt släpande på samma gång." Bokhoras recensent sade sig vilja gå på festival efter att ha läst romanen, trots att hon inte egentligen är en festivalbesökare. Dagensbok.com gillade romanen, även om recensenten påpekade att det märks att Roskilde är en debutroman.